# Tel Tel Stadium
Tel Tel Stadium (ＴＥＬ・ＴＥＬスタジアム) est un jeu vidéo de baseball sorti le 21 octobre 1990 sur Mega Drive, uniquement au Japon. Le jeu a été développé et édité par SunSoft. Il offrait la possibilité à deux joueurs de s'affronter en ligne via le Sega Meganet, le modem de la Mega Drive.

## Accueil
- Famitsu : 26/40[3]